# Legion Azerski

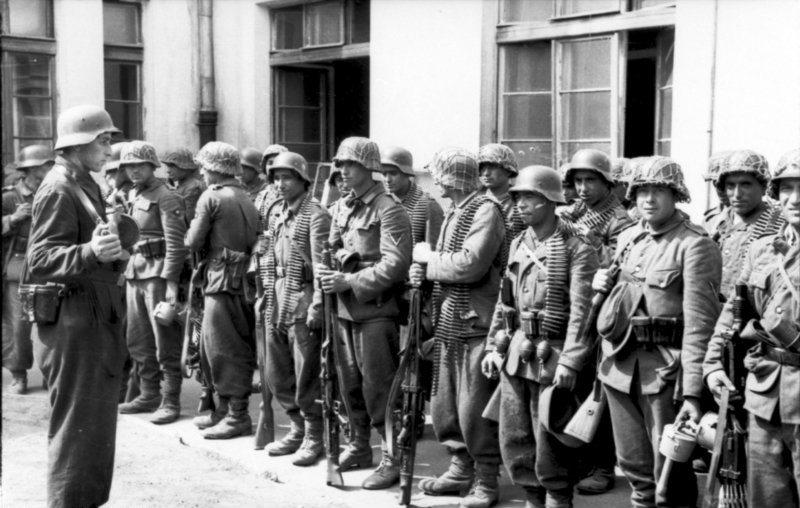
Czlonkowie legionu (I/111 Azerbejdżański Batalion Polowy) podczas tłumienia powstania warszawskiego

Legion Azerski (niem. Aserbeidschanische Legion) – jeden z niemieckich Legionów Wschodnich (Ostlegionen). Powołany 22 lipca 1942 w Radomiu z przemianowania Legionu Kaukasko-Muzułmańskiego (Kaukasisch-Mohammedanische Legion).
Legion nie miał władzy zwierzchniej nad swoimi batalionami, a jedynie prowizoryczną. Bataliony zostały bowiem pojedynczo dołączono do różnych jednostek Wehrmachtu, po czym wysłano je na front.

## Struktura organizacyjna
- 804 Azerski Batalion Piechoty
- 805 Azerski Batalion Piechoty
- 806 Azerski Batalion Piechoty
- 807 Azerski Batalion Piechoty

Potem także:
- 817 Azerski Batalion Piechoty
- 818 Azerski Batalion Piechoty
- 819 Azerski Batalion Piechoty
- 820 Azerski Batalion Piechoty
- 821 Azerski Batalion Piechoty